# Rodez (stad)
Rodez is een stad en gemeente in het Franse departement Aveyron (regio Occitanie) waarvan de stad de prefectuur is. De gemeente telde 24.136 inwoners op 1 januari 2022. De plaats is ook de onderprefectuur van het arrondissement Rodez. Rodez was de historische hoofdstad van Rouergue.

## Geschiedenis

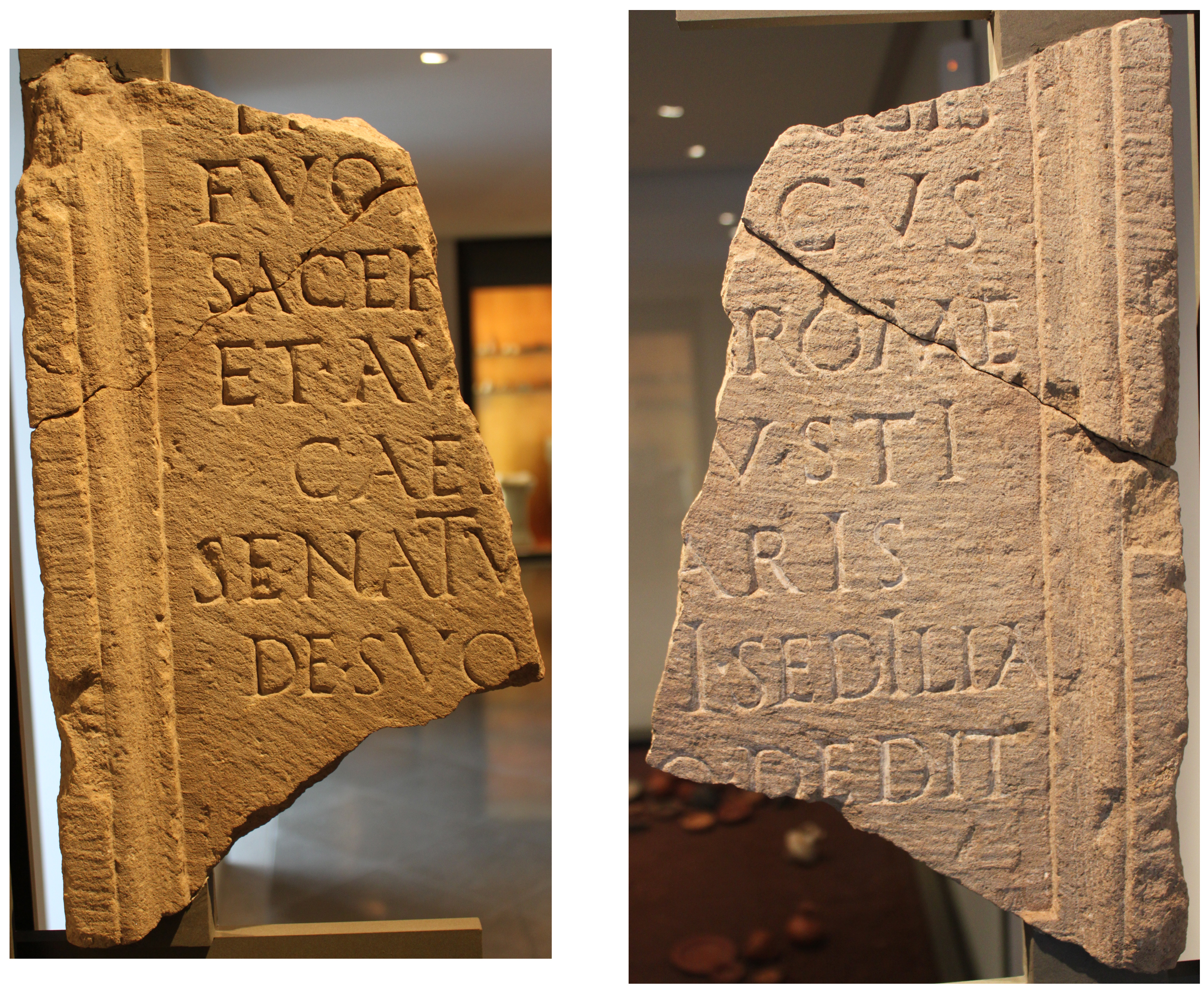
Romeinse inscripties gevonden in Rodez

De stadsgeschiedenis gaat minstens terug tot de 5e eeuw v.Chr. De Gallische stam van de Ruteni leefde hier. De stad kende een grote bloei onder Romeinse overheersing als Segodunum of Civitas Rutenorum (vanaf de 3e eeuw). Rodez werd gekerstend door de heilige Amans in de 4e en 5e eeuw. Een baptisterium wordt vermeld in een brief uit 485 van Sidonius Apollinaris, bisschop van Clermont-Ferrand, aan Elaphius van Rodez. Volgde een periode met overheersing door Visigoten, Moren en Franken. De Moren plunderden de stad in 725. Pepijn de Korte veroverde de stad in 760 voor de Franken. In de negende eeuw werd de stad de hoofdstad van Rouergue.
In de Middeleeuwen was er heel wat rivaliteit tussen de graven van het graafschap Rodez en de plaatselijke bisschoppen. Rodez bestond uit twee ommuurde steden, de Bourg als machtscentrum van de graven en de Cité als het centrum van de bisschoppen. Elk stadsdeel had eigen instellingen. In 1276 werd begonnen met de bouw van de kathedraal van Rodez. In verband met de Zwarte Dood en de Honderdjarige Oorlog lag de bouw meerdere malen stil. In de 15e eeuw kwamen grote delen van de kerk gereed. Na een grote brand in 1510 liet de toenmalige bisschop François d'Estaing de kerk van 1513 tot 1531 herbouwen. In 1589 werd het graafschap Rodez aangehecht aan Frankrijk toen Hendrik IV koning werd. De stad bloeide nog in de 15e en de 16e eeuw dankzij haar jaarmarkt, waar handelaren uit Vlaanderen in Italië naartoe kwamen. Maar daarna sluimerde de stad, die verwijderd lag van de grote handelswegen, weg.
In 1779 verloor Rodez de strijd als administratief centrum aan eeuwige rivaal Villefranche-de-Rouergue bij de vorming van de provincie Haute-Guyenne, wat de geschiedenis van de stad en zijn bloei negatief beïnvloedde. Evenwel reeds in 1790 bij de Franse Revolutie haalde Rodez terug de bovenhand. Het werd de districtshoofdstad van het gelijknamige district, enkele jaren later hernoemd tot prefectuur van het departement Aveyron.
Tussen 1792 en 1798 gebruikten Pierre Méchain en Jean-Baptiste Joseph Delambre de kathedraal van Rodez als onderzoekspunt voor de berekening van de omtrek van de aarde. Dit onderzoek werd gebruikt bij de definitie van de meter. Aan het begin van de 20e eeuw werd een vliegveld aangelegd en werd een nieuwe ziekenhuis gebouwd. In de jaren 1970 begon het toerisme te groeien. In de jaren 1990 werd een afdeling van de Universiteit van Toulouse geopend in Rodez en vestigden zich nieuwe bedrijven in de stad.

## Geografie
De oppervlakte van Rodez bedroeg op 1 januari 2022 11,18 vierkante kilometer; de bevolkingsdichtheid was toen 2.158,9 inwoners per km². De stad ligt aan rivier Aveyron op een hoogte van 634 meter.
De onderstaande kaart toont de ligging van Rodez met de belangrijkste infrastructuur en aangrenzende gemeenten.

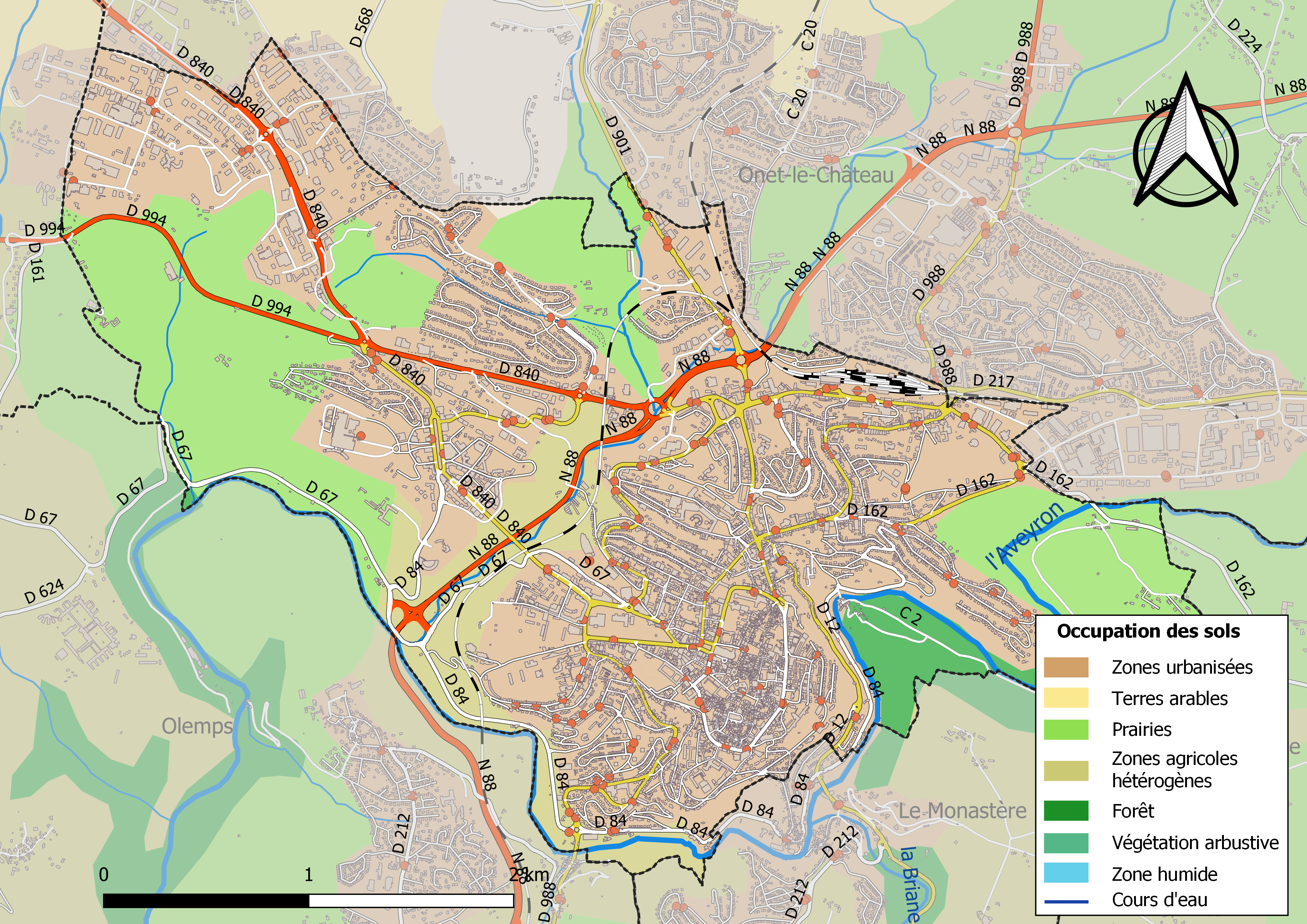

## Verkeer en vervoer
In de gemeente ligt spoorwegstation Rodez.

## Demografie
Onderstaande figuur toont het verloop van het inwonertal (bron: INSEE-tellingen).

Vanwege een beveiligingsprobleem met de MediaWiki Graph-software is het momenteel niet mogelijk deze grafiek weer te geven. Zodra de software is bijgewerkt zal de grafiek vanzelf weer zichtbaar worden.

## Bezienswaardigheden
De stad beschikt over grote burgerhuizen uit de 16e tot de 18e eeuw en over een rijk kerkelijk patrimonium:
- Kathedraal van Rodez (13e-16e eeuw)
- Bisschoppelijk paleis (17e eeuw)
- Maison du Chapître
- Kerk Saint-Amans (18e eeuw)

### Musea
Het Musée Fenaille is een geschiedenis over de geschiedenis van de stad en de streek en is sinds 1937 gevestigd in het Hôtel de Jouéry. Dit renaissancehuis uit de 16e eeuw werd in 1913 gekocht door de industrieel en kunstverzamelaar Maurice Fenaille (1855-1937) en vervolgens gerestaureerd. Het museum heeft een grote collectie van gebeeldhouwde menhirs.
Het Musée Denys-Puech is een kunstmuseum geopend in 1910 met een collectie beginnende in de 19e eeuw. Het museum is opgebouwd rond collecties geschonken door de beeldhouwer Denys Puech (1854-1942), de kunstschilder Maurice Bompard (1857-1935) en de graveur Eugène Viala (1858-1913).
Het Musée Soulages is eveneens een kunstmuseum gebouwd rond een collectie in 2005 geschonken door kunstenaar Pierre Soulages aan de stad. De bouw van het museum, waarvan de kosten hoog opliepen, leidde tot een zware politieke discussie.

### Galerij

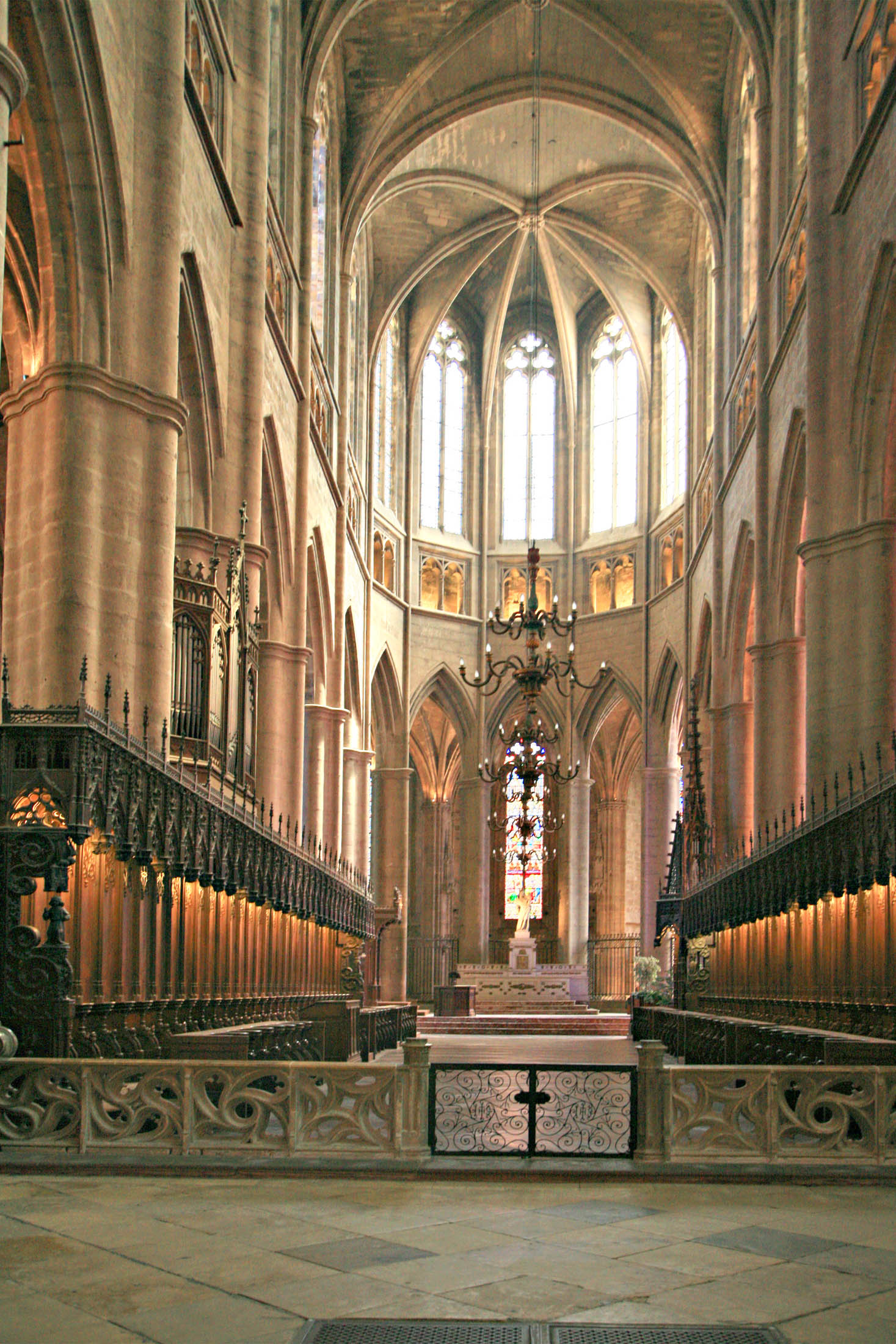
Interieur van de kathedraal
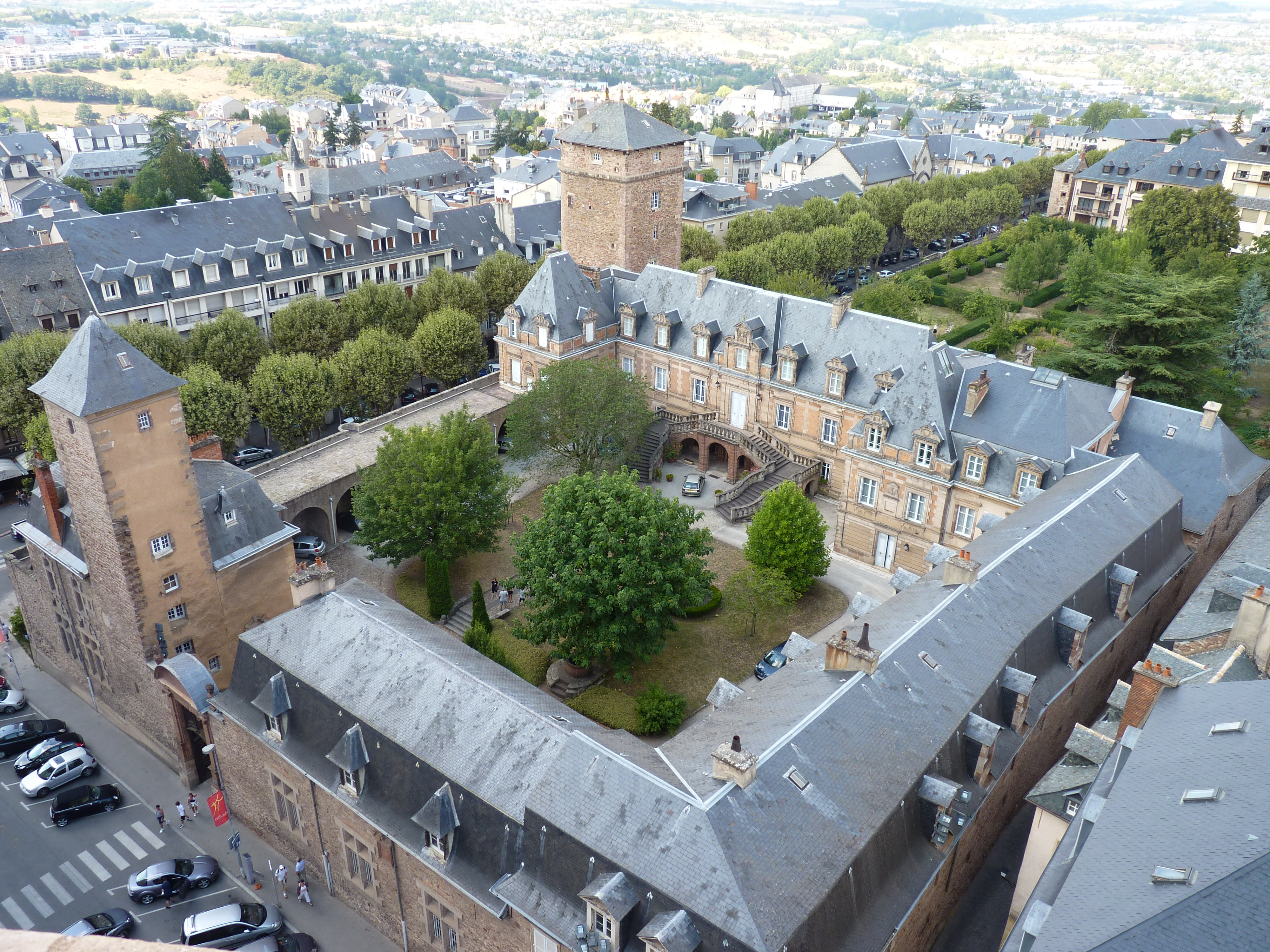
Voormalig bisschoppelijk paleis
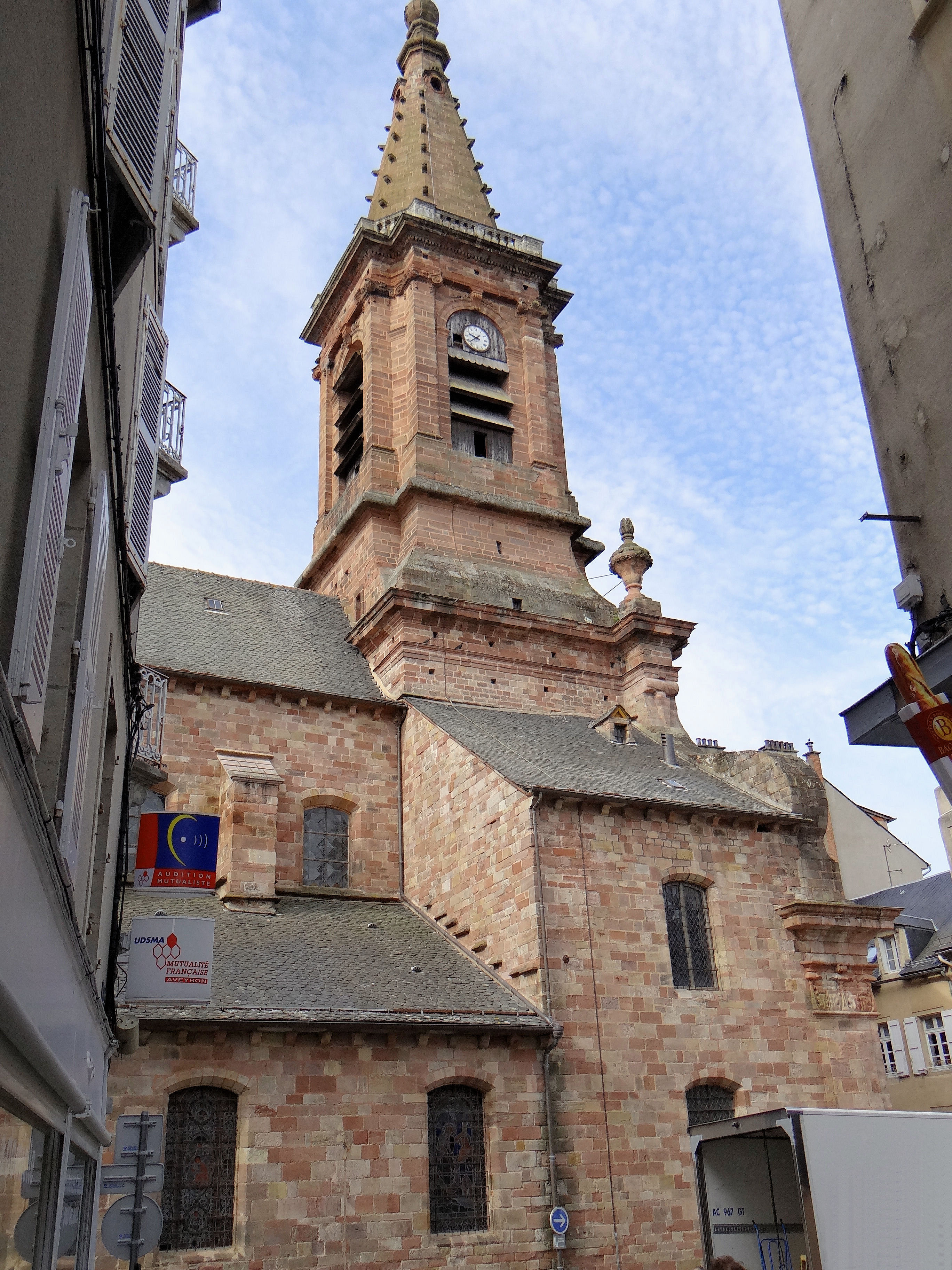
Kerk Saint-Amans
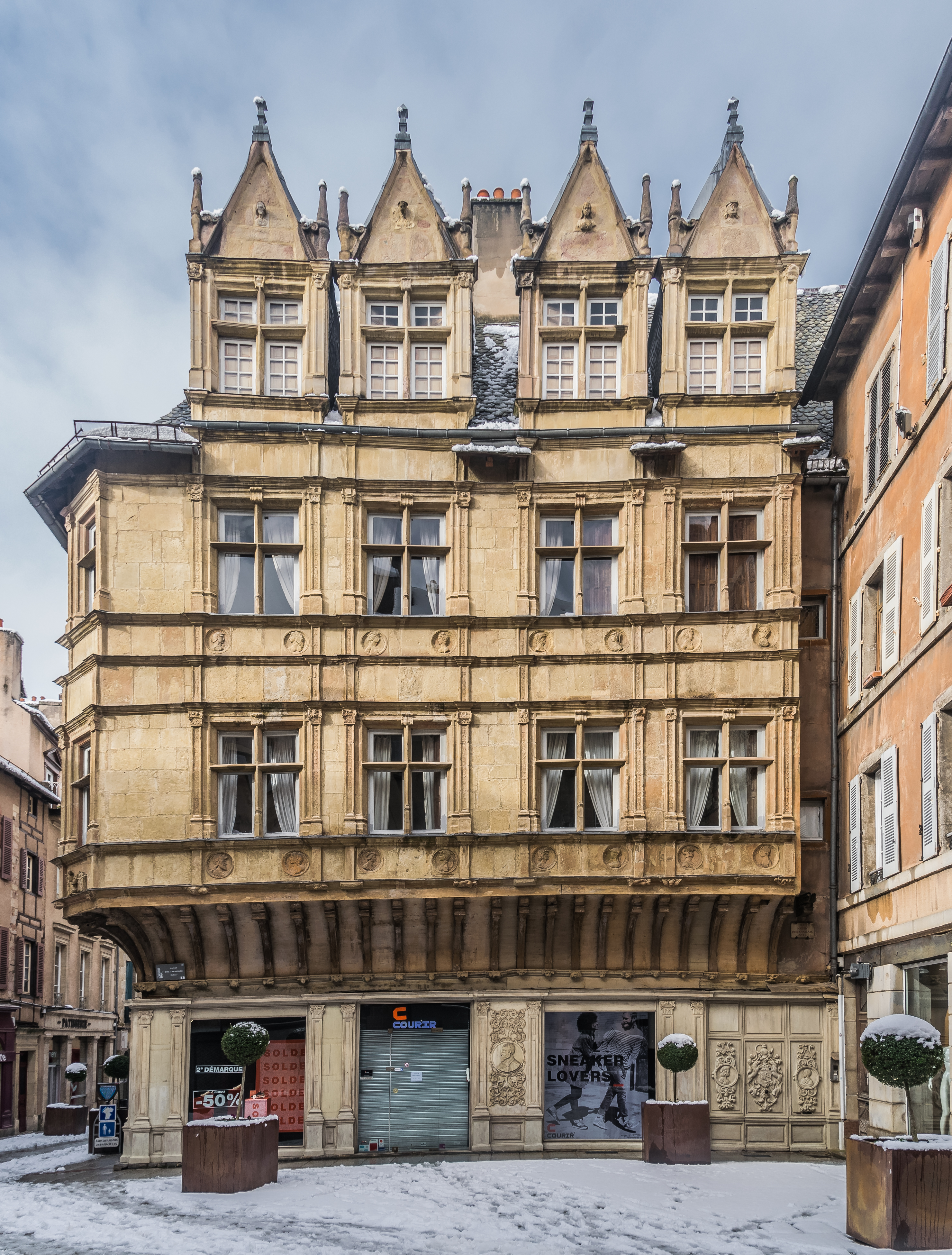
Maison d'Armagnac
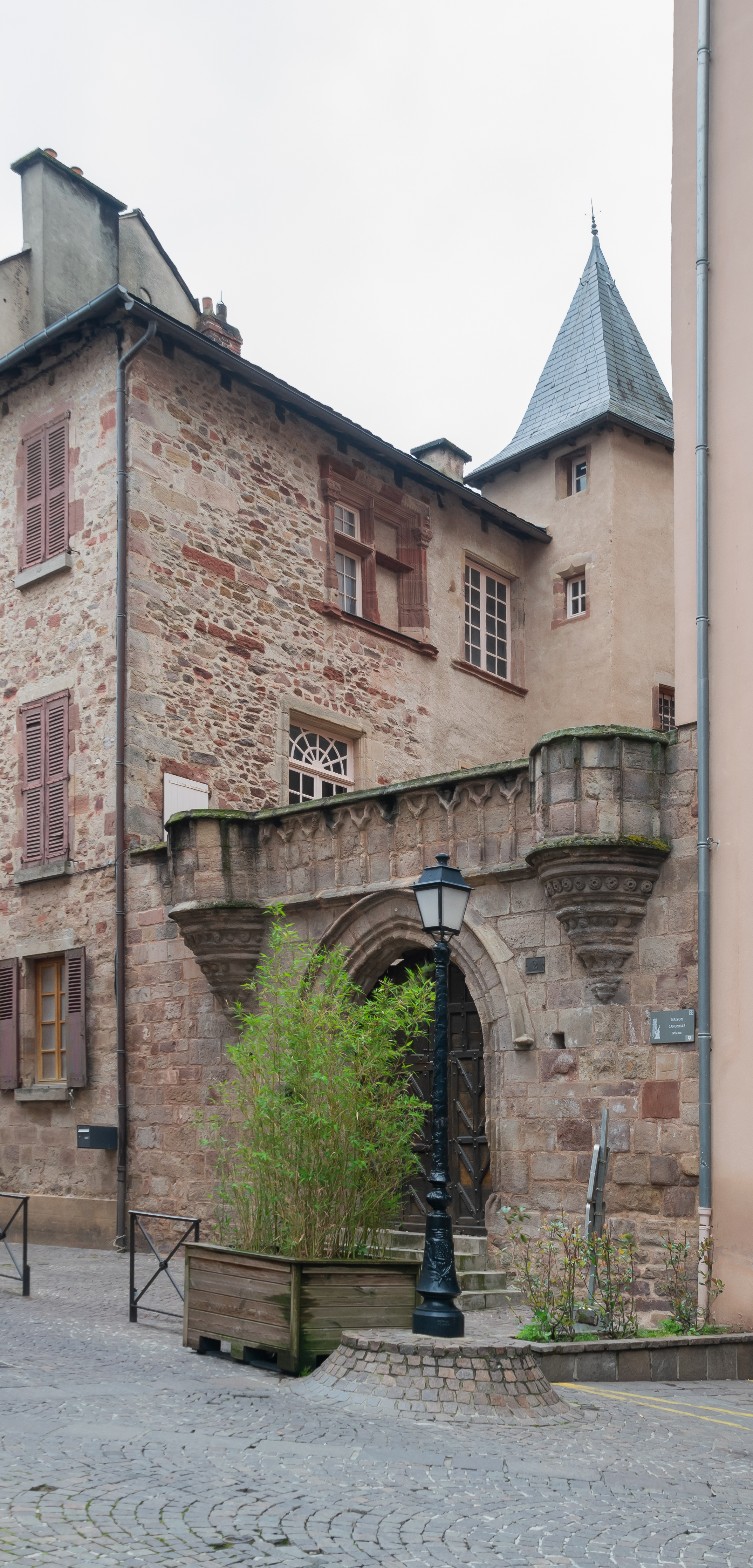
Maison du Chapître
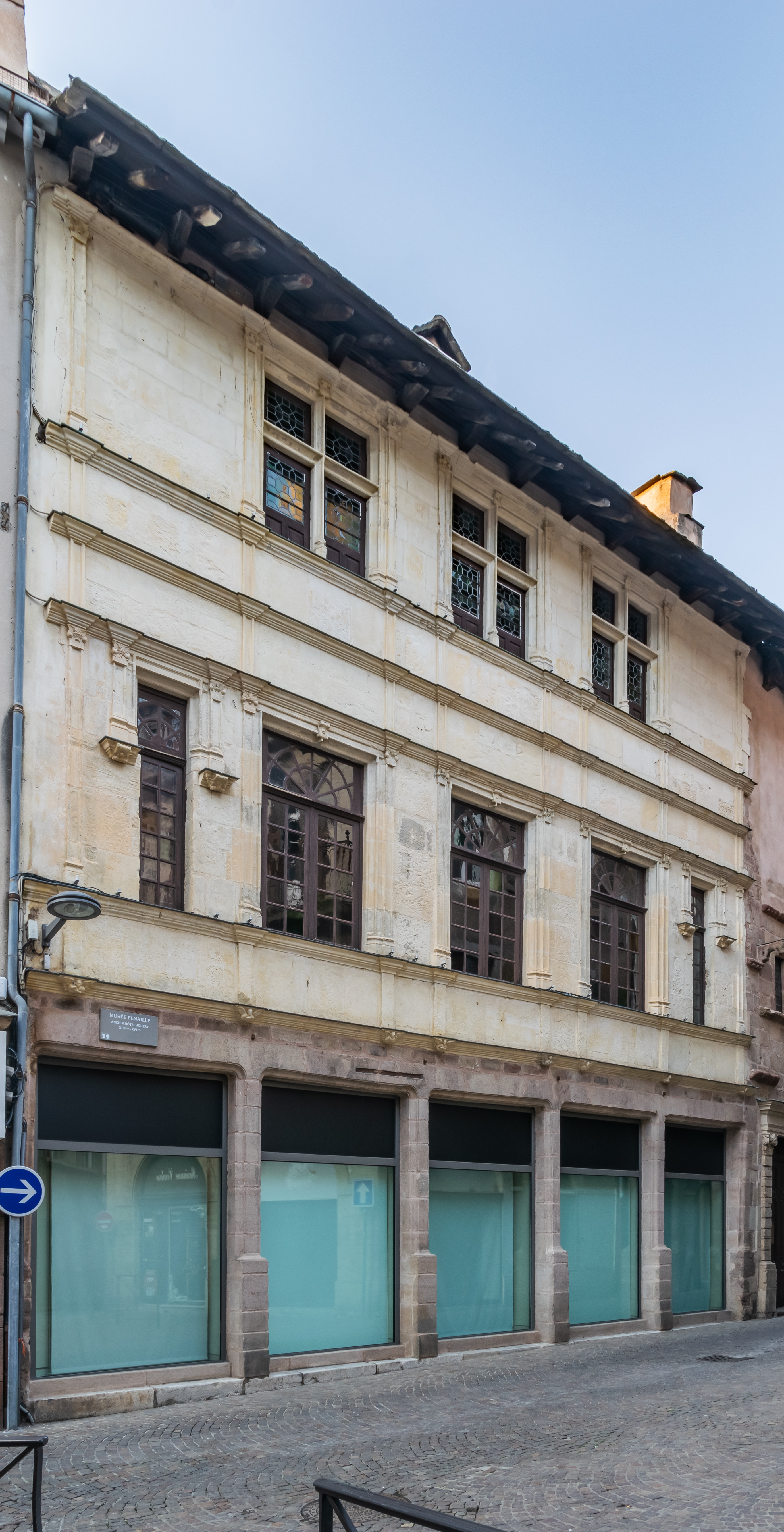
Hôtel de Jouéry
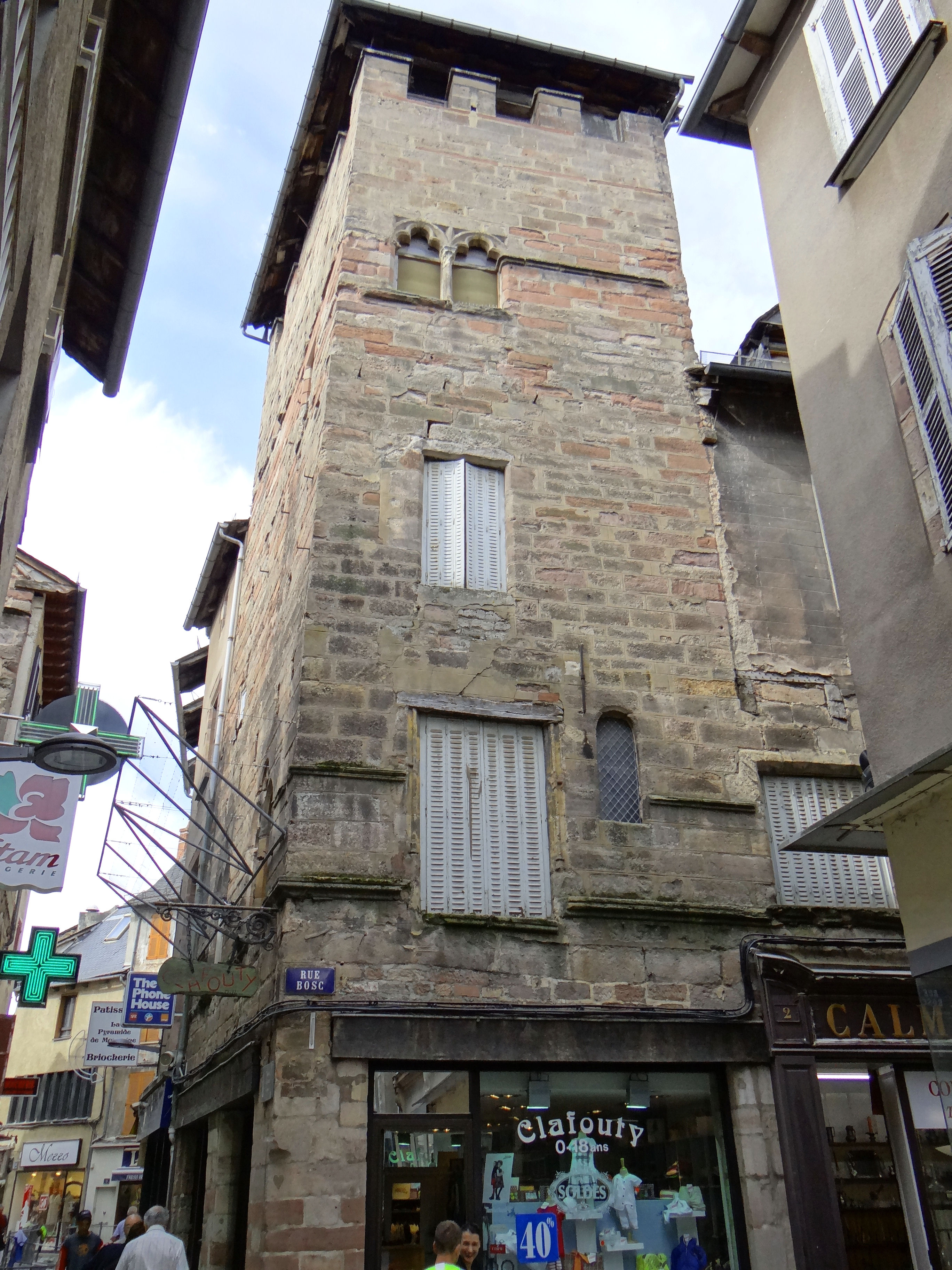
Maison de Guitard, ook Tour des Anglais (14e eeuw)
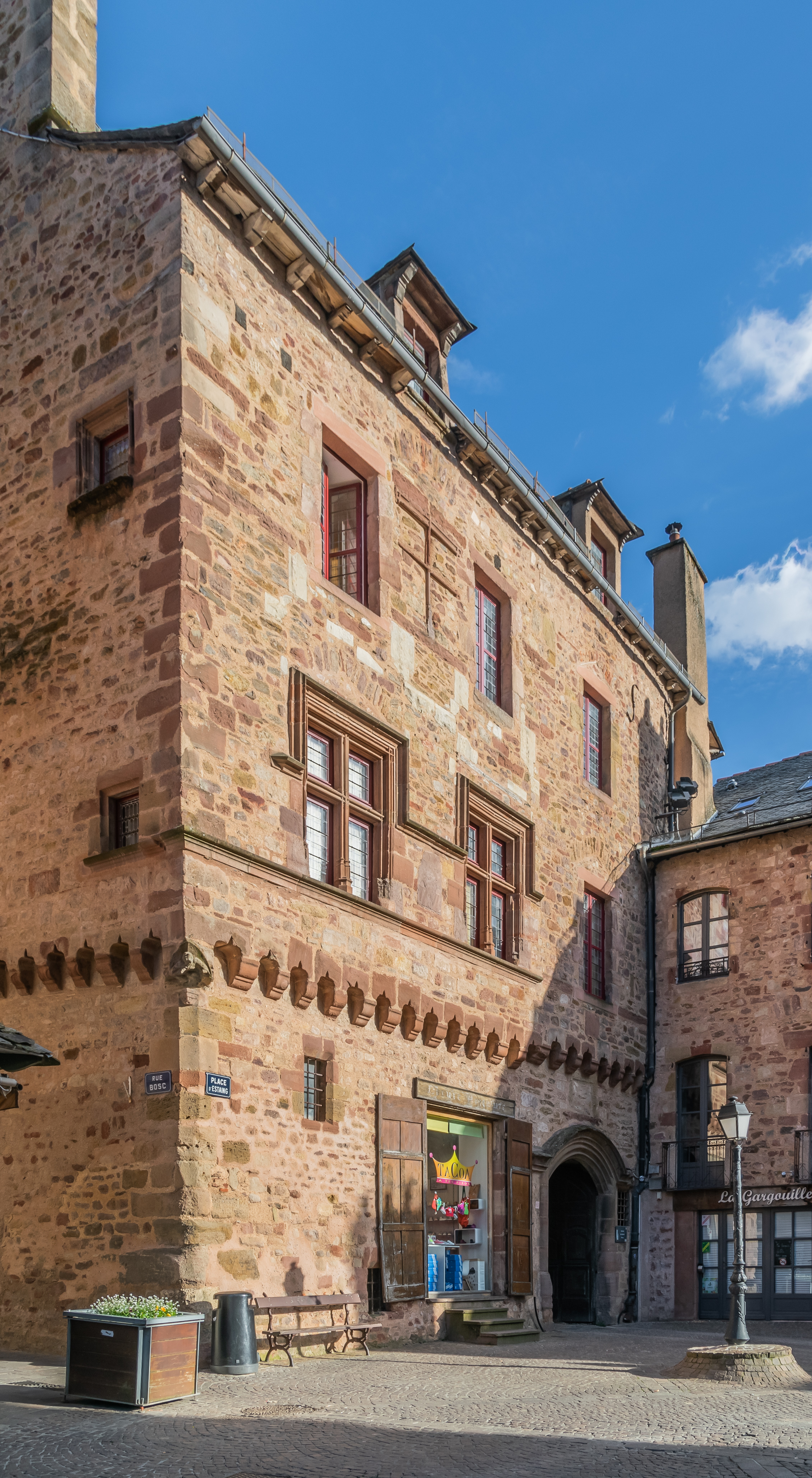
Maison de Benoît (15e eeuw)

## Geboren in Rodez
- Tegenpaus Benedictus XIV (±1370-1430), geboren als Bernard Garnier
- Pierre Soulages (1919-2022), kunstschilder en beeldhouwer
- François Kevorkian (1954), dj
- David Suarez (1979), voetballer
- Alexandre Geniez (1988), wielrenner

## Sport
De voetbalclub Rodez AF speelt zijn thuiswedstrijden in Rodez.
De stad was al meermaals een etappeplaats van een rit van de Ronde van Frankrijk: Onder meer als aankomstplaats van de dertiende en startplaats van de veertiende etappe van de Ronde van Frankrijk 1984, als startplaats in de dertiende etappe van de editie van 2010, en als aankomstplaats in de dertiende etappe (met winst voor Greg Van Avermaet) en startplaats van de veertiende etappe van de editie van 2015. Rodez was ook de aankomstplaats van de veertiende etappe van de Ronde van Frankrijk 2017. Deze rit werd gewonnen door Australiër Michael Matthews. Hij klopte Greg Van Avermaet in de sprint.